# 395
395 (CCCXCV) je bilo navadno leto, ki se je po julijanskem koledarju začelo na ponedeljek.

## Dogodki
- Alarik I. postane kralj Vizigotov.

## Smrti
- 17. januar - Teodozij I., vzhodnorimski cesar (* 346)